# Плавання на відкритій воді на Чемпіонаті світу з водних видів спорту 2005
Змагання з плавання на відкритій воді на Чемпіонаті світу з водних видів спорту 2005 відбулися в Монреалі (Канада).

## Таблиця медалей
| Місце               | Країна              | Золото | Срібло | Бронза | Загалом |
| ------------------- | ------------------- | ------ | ------ | ------ | ------- |
| 1                   | Нідерланди (NED)    | 2      | 0      | 1      | 3       |
| 2                   | Німеччина (GER)     | 1      | 2      | 1      | 4       |
| 3                   | США (USA)           | 1      | 2      | 0      | 3       |
| 4                   | Іспанія (ESP)       | 1      | 0      | 0      | 1       |
| 4                   | Росія (RUS)         | 1      | 0      | 0      | 1       |
| 6                   | Італія (ITA)        | 0      | 1      | 2      | 3       |
| 7                   | Австралія (AUS)     | 0      | 1      | 0      | 1       |
| 8                   | Болгарія (BUL)      | 0      | 0      | 2      | 2       |
| Загалом (8 збірних) | Загалом (8 збірних) | 6      | 6      | 6      | 18      |

## Медальний залік

### Чоловіки
| Дисципліна | Золото                        | Срібло                          | Бронза                        |
| 5 км       | Томас Лурц (GER) 51:17.2*     | Чіп Петерсон (USA) 51:18.8      | Сімоне Ерколі (ITA) 51:18.9   |
| 10 км      | Чіп Петерсон (USA) 1:46:38.1* | Томас Лурц (GER) 1:46:45.2      | Петар Стойчев (BUL) 1:46:50.4 |
| 25 км      | Давід Мека (ESP) 5:00:21.4    | Брендан Кейпелл (AUS) 5:00:23.6 | Петар Стойчев (BUL) 5:00:28.4 |

- - Рекорд(*)

### Жінки
| Дисципліна | Золото                         | Срібло                           | Бронза                         |
| 5 км       | Лариса Ільченко (RUS) 55:40.1* | Марджи Кіф (USA) 55:44.3         | Едіт ван Дейк (NED) 55:46.6    |
| 10 км      | Едіт ван Дейк (NED) 1:56:00.5* | Фредеріка Вітале (ITA) 1:56:02.5 | Брітта Камрау (GER) 1:56:04.0  |
| 25 км      | Едіт ван Дейк (NED) 5:25:06.6  | Брітта Камрау (GER) 5:25:06.9    | Лаура Ла Піана (ITA) 5:25:11.5 |

- Рекорд(*)